# 拉罗谢尔大学
拉罗谢尔大学（法語：Université de La Rochelle），是法国拉罗谢尔的一所公立综合性大学，于1993年成立，是普瓦捷大学区的第二大高等教育中心。

## 历史
拉罗谢尔的高等教育始于1968年建立的大学技术学院。1947年滨海夏朗德省议会决定在秋天开设法学院，但最终普瓦捷大学在拉罗谢尔开设了法学院的分院。到了八九十年代，在大学2000的计划下拉罗谢尔终于通过了设立自己的大学的计划。1992年5月22日，大学由密特朗总统等人奠基。大学的开设有1993年1月20的法令最终确认。

## 院系设置
- 法律政治管理学院
- 语言文学艺术社会科学学院
- 科学技术学院